# Consolida flava
Consolida flava är en ranunkelväxtart som först beskrevs av Dc., och fick sitt nu gällande namn av Schröd.. Consolida flava ingår i släktet åkerriddarsporrar, och familjen ranunkelväxter. Inga underarter finns listade i Catalogue of Life.